# Vallüla

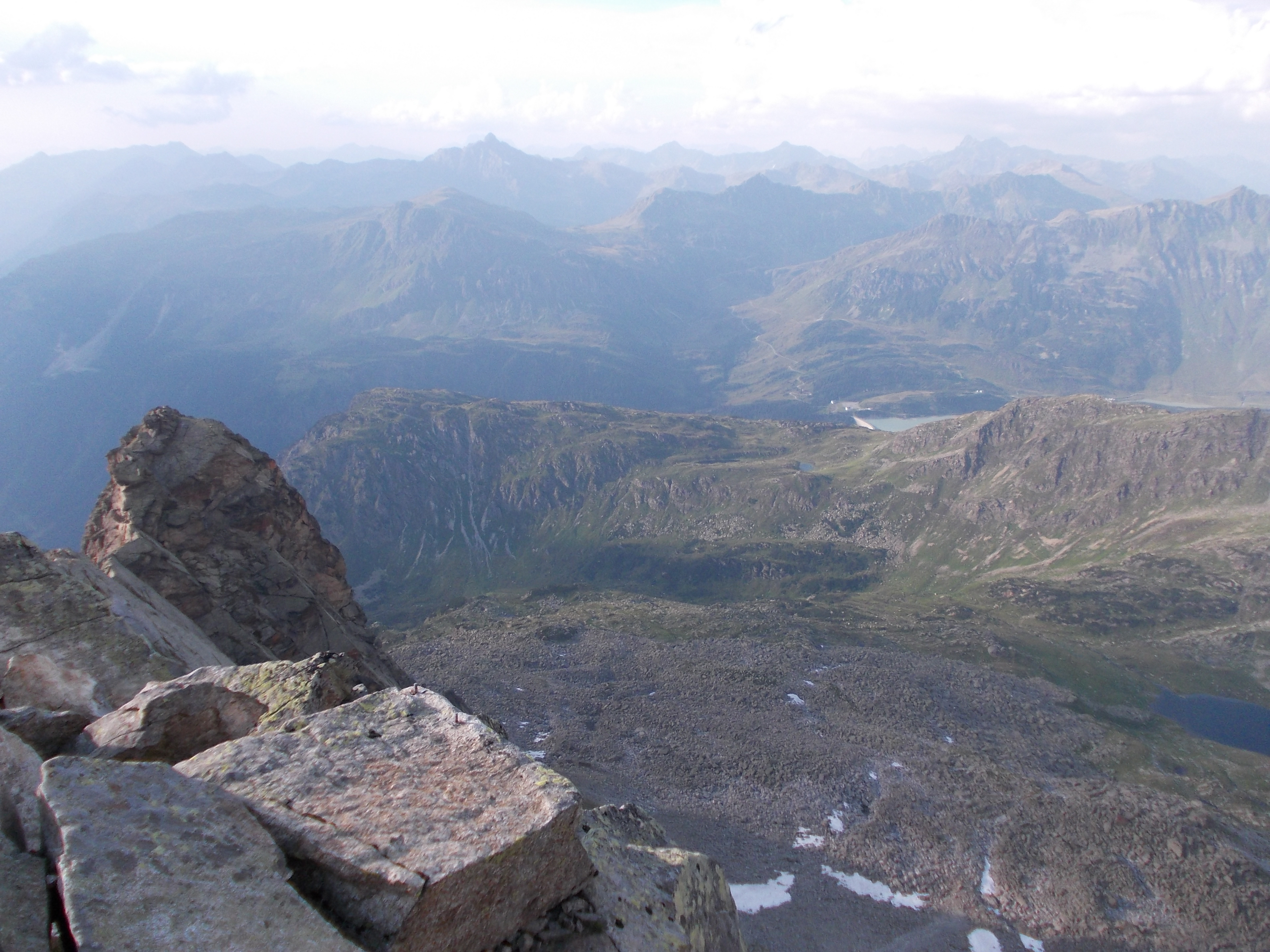
Aussicht von der Vallüla

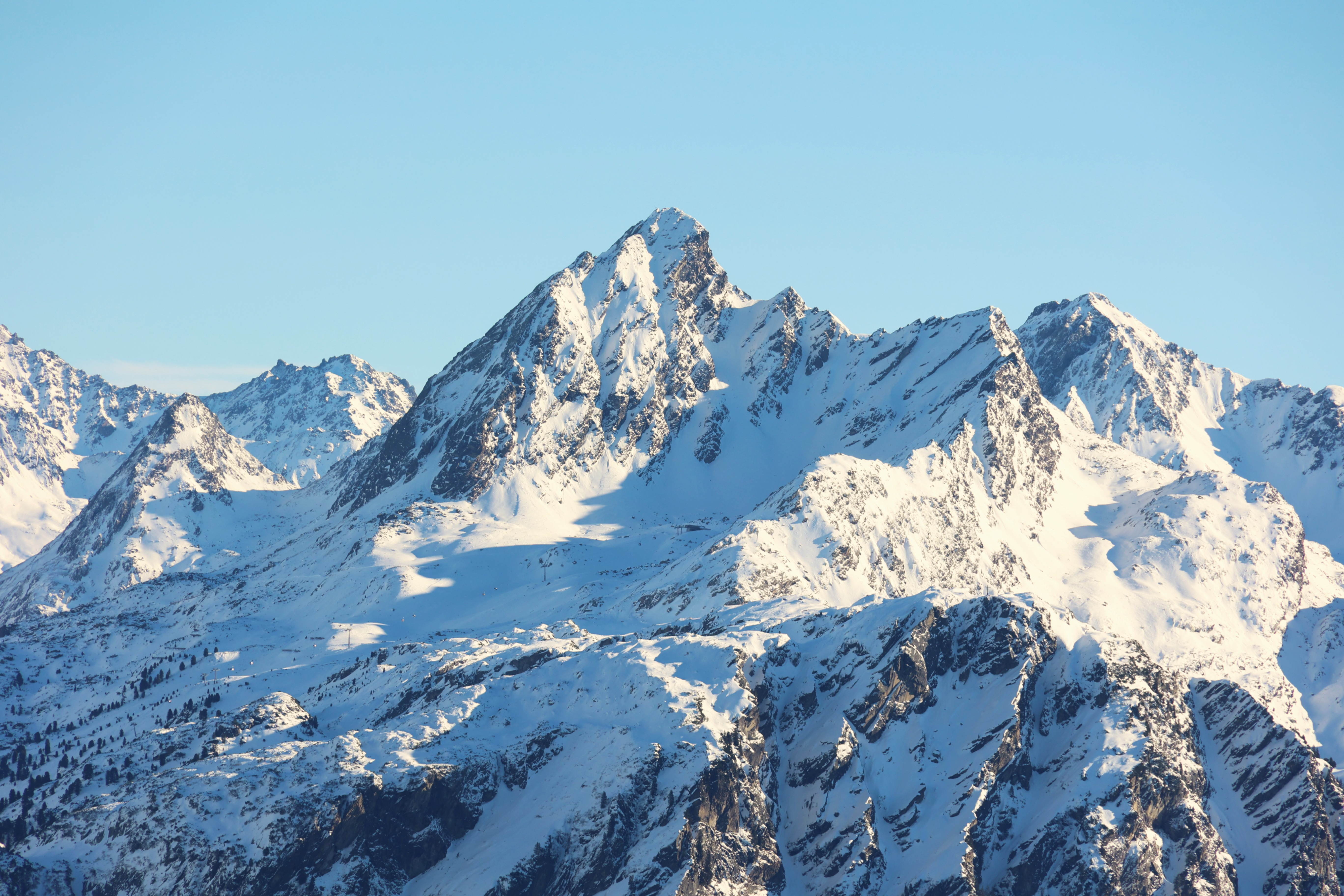
Vallüla von Westen

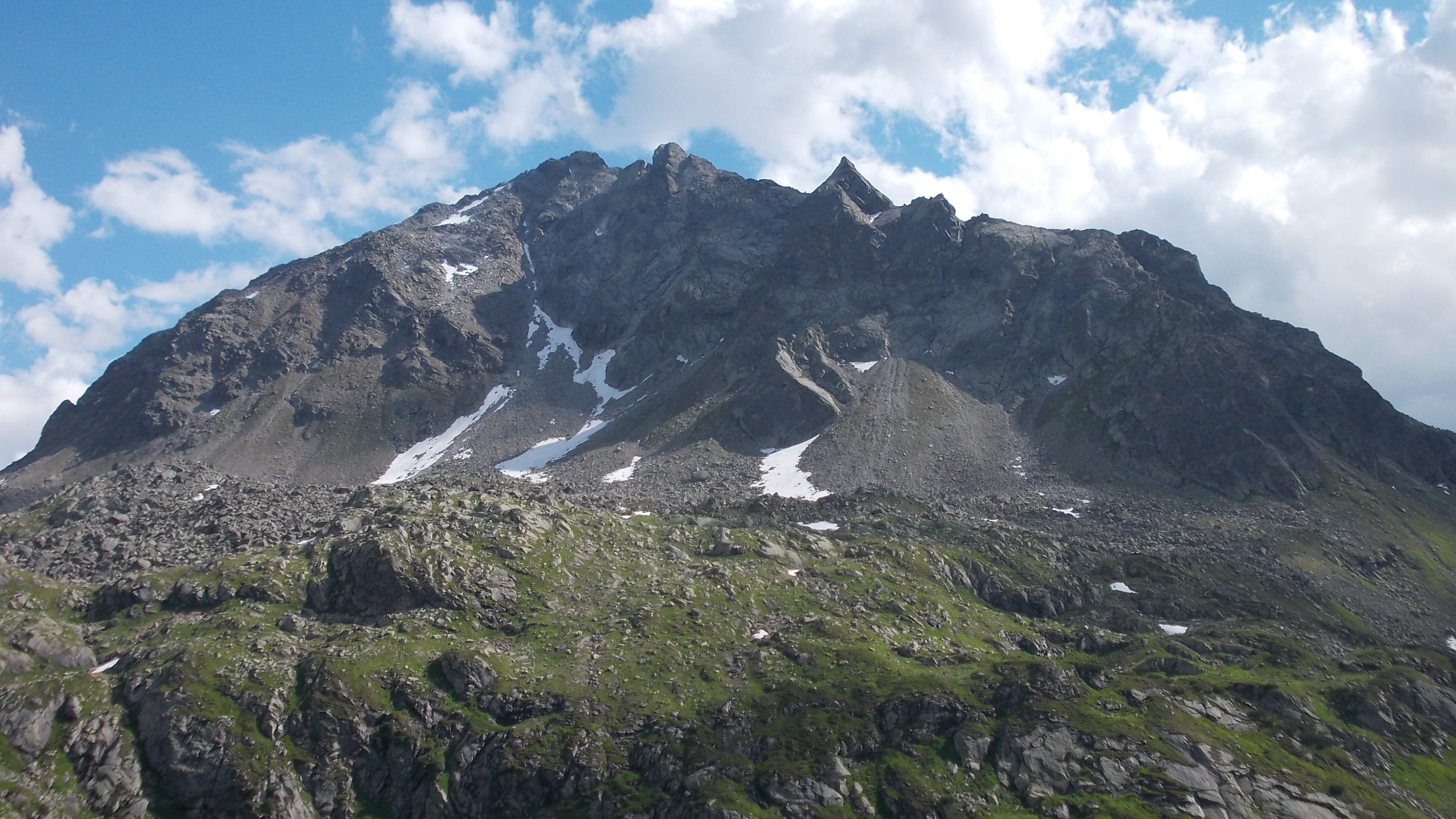
Vallüla und Nordwestgrat von Norden

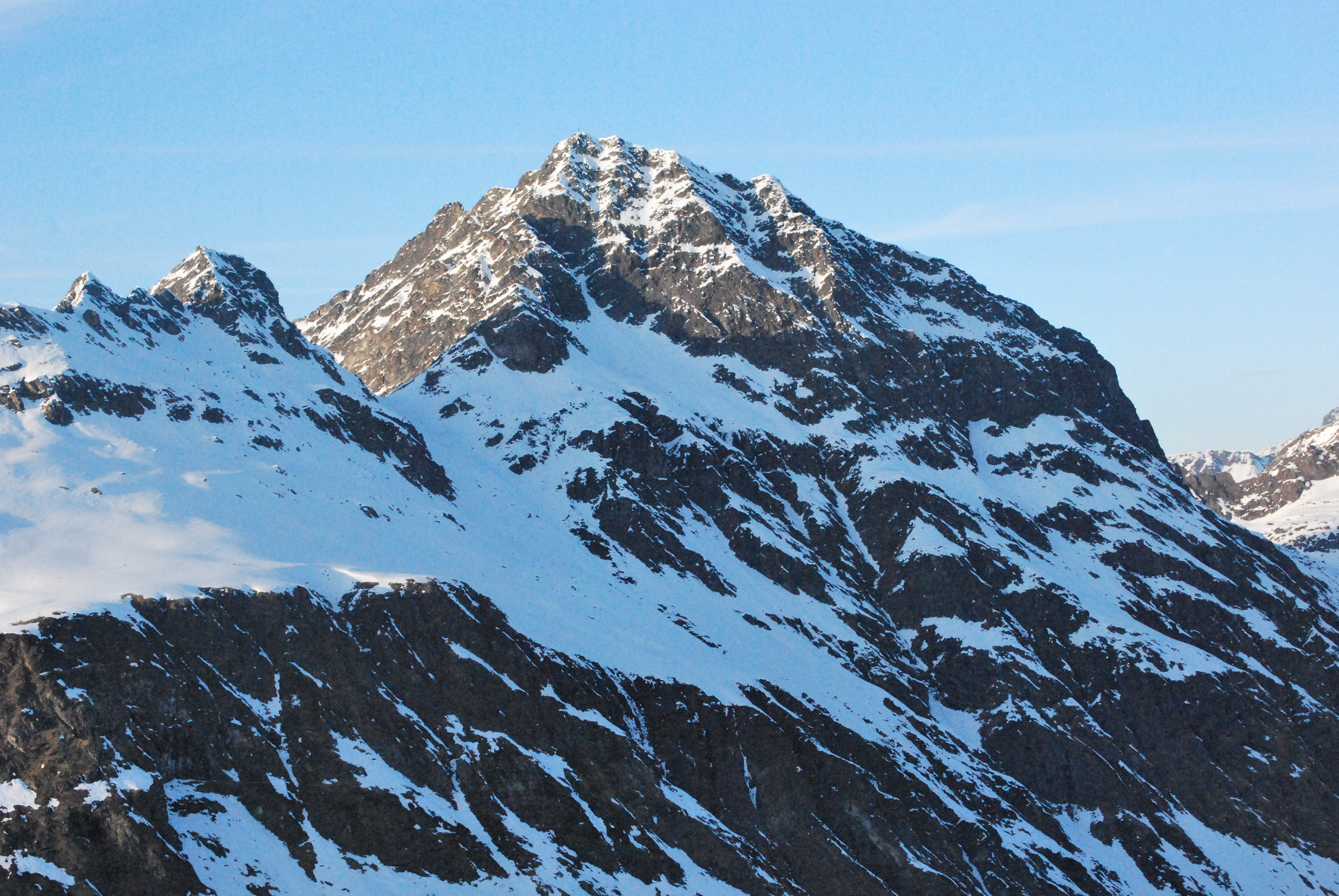
Vallüla von Süden

Die Vallüla ist ein 2812 m hoher Berg in der Silvretta an der Grenze zwischen Vorarlberg und Tirol.

## Lage
Die Vallüla ist der höchste und zentrale Berg der Vallülagruppe, einer Untergruppe der Silvretta. Der Hauptkamm dieser Gruppe läuft entlang der Grenze Vorarlberg/Tirol zwischen Bielerhöhe und Zeinisjoch und besteht aus den Gipfeln Bieler Spitze, Kleine Vallüla, Vallüla und Ballunspitze.
Der Gipfel liegt genau in der Verlängerung der Tallinie des Inneren Montafons und ist daher aus dem ganzen Tal hochaufragend zu sehen.

## Gipfel
Von der Vallüla aus geht ein steiler scharfer Grat nach Nordwesten zu einem Felsturm, dem Ganden oder Gendarm mit 2634 m Höhe. Der Grat nach Süden führt zum Flamjöchle zwischen Vallüla und Kleiner Vallüla. Der Grat nach Nordost führt zum Vallülasattel und dann weiter zur Ballunspitze. 

## Aufstieg
Der Aufstieg über den Normalweg erfolgt vom Flamjöchle aus. Der Weg ist ungesichert und nicht markiert. Nach der vom Schweizer Alpen-Club (SAC) herausgegebenen Skala für Berg-Wanderungen hat die Tour den Schwierigkeitsgrad T5, sehr schwere Bergtour mit Kletterstellen Schwierigkeit I bis II.
Die Strecke über den Nordwestgrat ist eine anspruchsvolle Kletterstrecke. Die Angaben über Schwierigkeitsgrad und Gefährlichkeit variieren je nach Autor (III bis IV, Rutschgefahr, Steinschlaggefahr, instabile Felsen). Wegen den steilen Grashängen im Zustieg und den mit Flechten überzogenen Blöcken und Platten am Grat ist absolut trockenes Wetter notwendig.

## Umgebung
Westlich liegt das Untere Vallülatal mit dem Unteren Vallülasee, im Norden das Obere Valülatal mit dem Vallülasee. Nach Südost fällt der Berg steil ab ins Kleinvermunt (Tirol). 
Im Umkreis von etwa 4 km liegen drei große Stauseen, der Silvretta-Stausee, der Vermunt-Stausee und der Stausee Kops. 
| Ganden - Nordwestgrat | Oberes Vallülatal                     | Hauptkamm Vallülasattel - Ballunspitze |
| Unteres Vallülatal    |                                       | Kleinvermunt                           |
| Unteres Vallülatal    | Hauptkamm Flamjöchle - Kleine Vallüla | Kleinvermunt                           |